# Jacob Frants von der Osten
Jacob Frants von der Osten (8. januar 1664 på Woldenburg i Bagpommern – 8. november 1739 på Frederiksberg Slot) var en tyskfødt dansk militærmand og amtmand, stifter af det danske Adressekontor og medstifter af Adresseavisen.
Jacob Frants von der Osten er broder til Peter Christoph von der Osten, og fødtes på det fædrene gods Woldenburg i Bagpommern, var allerede 1685 page ved det danske hof, indtrådte 1687 i hæren som fændrik i Livgarden til fods, blev 1689 sekundliøjtnant og 1697 kaptajn i sjællandske nationale infanteriregiment, men tog 1700 afsked fra militærtjenesten og gik over i hofetaten, først som hofjunker (1699) og senere som kammerjunker og forskærer. Fra 1706 af fungerede han som hofkøgemester og udnævntes 1712 til etatsråd, amtmand over Sorø Amt og Ringsted Amt samt forstander for Sorø Skole.
1722 blev han konferensråd, 1729 hvid ridder og 1738 gehejmeråd. 1734 afstod han Ringsted Amt, men beholdt Sorø Amt til året efter, da han afskedigedes fra Statstjenesten.
Osten døde 8. november 1739 på Frederiksberg Slot.
Han var en foretagsom mand, der stedse vidste at henlede opmærksomheden på sig. 1704 overrakte han under troppemønstringen ved Ringsted kongen et latinsk vers, der indeholdt spådomme for dennes regering. Året efter fik han privilegium på at indføre bærestole i København i lighed med, hvad der var skik i Berlin. 1706 oprettede han det første Adressekontor her i byen og blev året efter direktør for auktionerne ved Hofretten. 1720 søgte han om eneret på at lade en Statskalender trykke, hvad der nægtedes ham.
Hans mange planer og foretagender synes dog ikke at have indbragt meget, i det han kun efterlod sig en kapital af 1020 rigsdaler. Osten var ejer af godserne Plate (i Bagpommern) og Himmelmark (ved Egernførde).
Han var gift med Eleonore Christine født Basse (født 31. oktober 1688 på Nygaard i Jylland, død 8. november 1737 i Køge), datter af Oberst Basse.

## Henvisning
- Dansk biografisk lexikon, bind XII